# Dolar australian
Dolarul australian (cod ISO 4217: AUD) este în prezent cea de-a șasea cea mai comercializată valută pe piețele mondiale de schimb valutar, după dolarul american, euro, yen, lira sterlină, și francul elvețian, și reprezintă peste 6%, la nivel mondial, din tranzacțiile de schimb valutar. Dolarul australian este popular în rândul comercianților de valută din cauza ratelor dobânzilor relativ ridicate în Australia. Libertatea relativă a pieței valutare față de intervențiile guvernamentale, stabilitatea generală a economiei Australiei și sistemul politic, oferă beneficii diversificate într-un portofoliu care să conțină principalele monede internaționale, în special din cauza expunerii sale mai mare de a economiilor asiatice.
Dolarul australian este din 1966 valuta monetară în: Australia, Insula Christmas, Insula Norfolk, Insulele Cocos, Kiribati, Nauru și Tuvalu. Abrevierile acestei valute sunt: $ și c (cea mai des folosită); A$ ; $A ; AU$ sau $AU. Subunitățile Dolarului australian sunt cenții (100 cenți = 1 A$).
Dolarul australian a înlocuit, în 1966, Lira australiană, cu rata de schimb de 2 Dolari australieni = 1 Liră australiană.

## Istorie
Diferite nume fuseseră propuse, în 1965 de Prim-ministrul Australiei din acea epocă, Robert Menzies, pentru noua monedă în pregătire: The Royal, The Austral, The Oz, The Boomer, The Roo, The Kanga, The Emu, The Digger, The Kwid și Ming (porecla Prim-ministrului). The Royal era denumirea pe care o prefera Robert Menzies și mai multe grafisme au fost tipărite de către Reserve Bank of Australia. Dar această denumire insolită nu a fost pe placul australienilor.
În sfârșit, la 14 februarie 1966, lira australiană a fost înlocuită de către dolarul australian (AUD), odată cu introducerea sistemului zecimal. Subunitatea dolarului australian este centul și are valoarea unei sutimi de dolar. Rata de schimb a fost de 1 Liră australiană = 2 Dolari australieni.

## Galerie de imagini

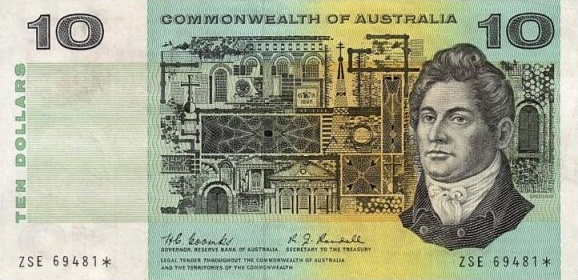
Bancnotă cu valoarea nominală de 10 dolari australieni din 1968, model emis din 1966.